# Gargamel l'ami des Schtroumpfs
Gargamel l'ami des Schtroumpfs est le quarante-et-unième album de la série de bande dessinée Les Schtroumpfs originellement créée par Peyo. Publié en 2023 aux éditions Le Lombard, l'album est scénarisé par Alain Jost et Thierry Culliford et illustré par Alain Péral.

## Résumé
Maître Homnibus rencontre Gargamel pour la première fois. Il lui dévoile que la formule de la pierre philosophale contenue dans son grimoire est fausse. Gargamel réalise ainsi que capturer les Schtroumpfs ne lui permettra pas de produire la pierre convoitée et  qu'il a donc consacré des années à cette quête pour rien.
Mais les lutins bleus doivent faire face à autre menace : un biologiste, Georges-Louis Bouffon, a décidé d'étudier leur mode de vie coûte que coûte. Il se met ainsi à les traquer. Le sorcier choisit de carrément retourner sa robe et d'aider les Schtroumpfs face à ce nouveau péril.

## Personnages
Le personnage de Georges-Louis Bouffon fait référence au naturaliste Georges-Louis Leclerc de Buffon.